# Journal of Consciousness Studies
Das Journal of Consciousness Studies ist eine seit 1994 bestehende, interdisziplinäre, wissenschaftliche Zeitschrift in englischer Sprache. Sie widmet sich der Erforschung des Bewusstseins.
Ein besonderer Schwerpunkt der Zeitschrift ist der Dialog zwischen den Neuro- bzw. Kognitionswissenschaften und der Philosophie bzw. anderen nicht-naturwissenschaftlich ausgerichteten Disziplinen. Um dieses Ziel zu erreichen, sind die Artikel auf einem für Fachzeitschriften allgemeinverständlichen Niveau gehalten. Die Zeitschrift basiert auf dem Konzept des Peer-Reviews. Zum Editorial Board gehören bekannte Persönlichkeiten, wie Roger Penrose, John Searle oder Daniel Dennett.
Die Zeitschrift erscheint etwa zehnmal jährlich und hat immer einen Themenschwerpunkt. Beispiele: „Kunst und das Gehirn“, „Können bildgebende Verfahren das Bewusstsein entdecken?“, „Modelle des Selbst“, „Halluzinationen“ oder „Gibt es neuronale Korrelate von Bewusstsein?“.
Die Zeitschrift hatte 2012 einen Impact Factor von 0,477.

## Liste von Autoren (Auswahl)
- Susan Blackmore
- David Chalmers
- Francis Crick
- Patricia Churchland
- Daniel Dennett
- Owen Flanagan
- Walter Freeman
- Ivan Illich
- George Lakoff
- Jaron Lanier
- Benjamin Libet
- John McCarthy
- Colin McGinn
- Thomas Metzinger
- Alva Noë
- Roger Penrose
- Vilayanur S. Ramachandran
- Oliver Sacks
- John Searle
- Galen Strawson
- Charles Tart
- Francisco Varela
- Ken Wilber
- Semir Zeki